# Улица Александра Невского (Санкт-Петербург)
У́лица Алекса́ндра Не́вского — улица в Центральном районе Санкт-Петербурга. Проходит от Невского проспекта до Херсонской улицы.

## История названия
Первоначальное название — Александро-Невская улица (с 13 июня 1902 года) — было дано по находящейся неподалёку Александро-Невской площади, которая, в свою очередь, получила название по Александро-Невскому монастырю (лавре). 6 октября 1923 года площадь была переименована в Красную в революционном духе времени. В 1924 году улица также была переименована в Красную, а в 1929 году — в улицу Красной площади. В 1954 году площадь была снова переименована, став площадью Александра Невского, а 3 декабря 1956 года улице также было возвращено историческое название, но в дальнейшем фактически устоялся его современный вариант улица Александра Невского.

## Здания и сооружения
- Дома 1 и 2 (Невский проспект, 180 и 182) — бывшие доходные дома Александро-Невской лавры, построены в 1873 г. по проекту арх. Г. И. Карпова
- Дом 6А — корпуса винно-коньячного завода «Дагвино»
- Дом 7 — детский сад № 103
- Дом 8 — здание кооперативного гаража
- Дом 9 — корпуса «ЛенНИИхиммаша» (Ленинградского научно-исследовательского института химического машиностроения)

Также в 2016—2020 годах на чётной стороне улицы были построены две гостиницы: на месте сквера между домами 6 и 10 (ныне дом 8А) и вместо снесённого паркинга на углу с Херсонской улицей (дом 12).

## Пересечения
- Невский проспект
- Херсонская улица

Помимо Невского проспекта и Херсонской улицы, соприкасается с упразднённым Исидоровским переулком, вошедшим в застройку улицы.

## Транспорт
В пешеходной доступности от улицы, кроме станций метро «Площадь Александра Невского-1» и «Площадь Александра Невского-2», расположены остановки наземного общественного транспорта:
- на Херсонской улице, которую обслуживают трамвайные маршруты № 24[6], троллейбусные маршруты № 14, 16[7], автобусные маршруты № 8, 58, 253[8]

- на Невском проспекте, который обслуживают троллейбусные маршруты № 1, 7, 22[9], автобусные маршруты № 24, 27, 46, 55, 65, 132, 169А, 191[10]